# Valdevacas de Montejo
Valdevacas de Montejo er en by og kommune i det centrale Spanien i provinsen Segovia. Den har et indbyggertal på 29 (2024) indbyggere.